# Douglas Felisbino de Oliveira
Douglas Felisbino de Oliveira, meglio noto come Douglas (Porto Alegre, 16 gennaio 1995), è un calciatore brasiliano, attaccante del São José-RS.